# HP-27S

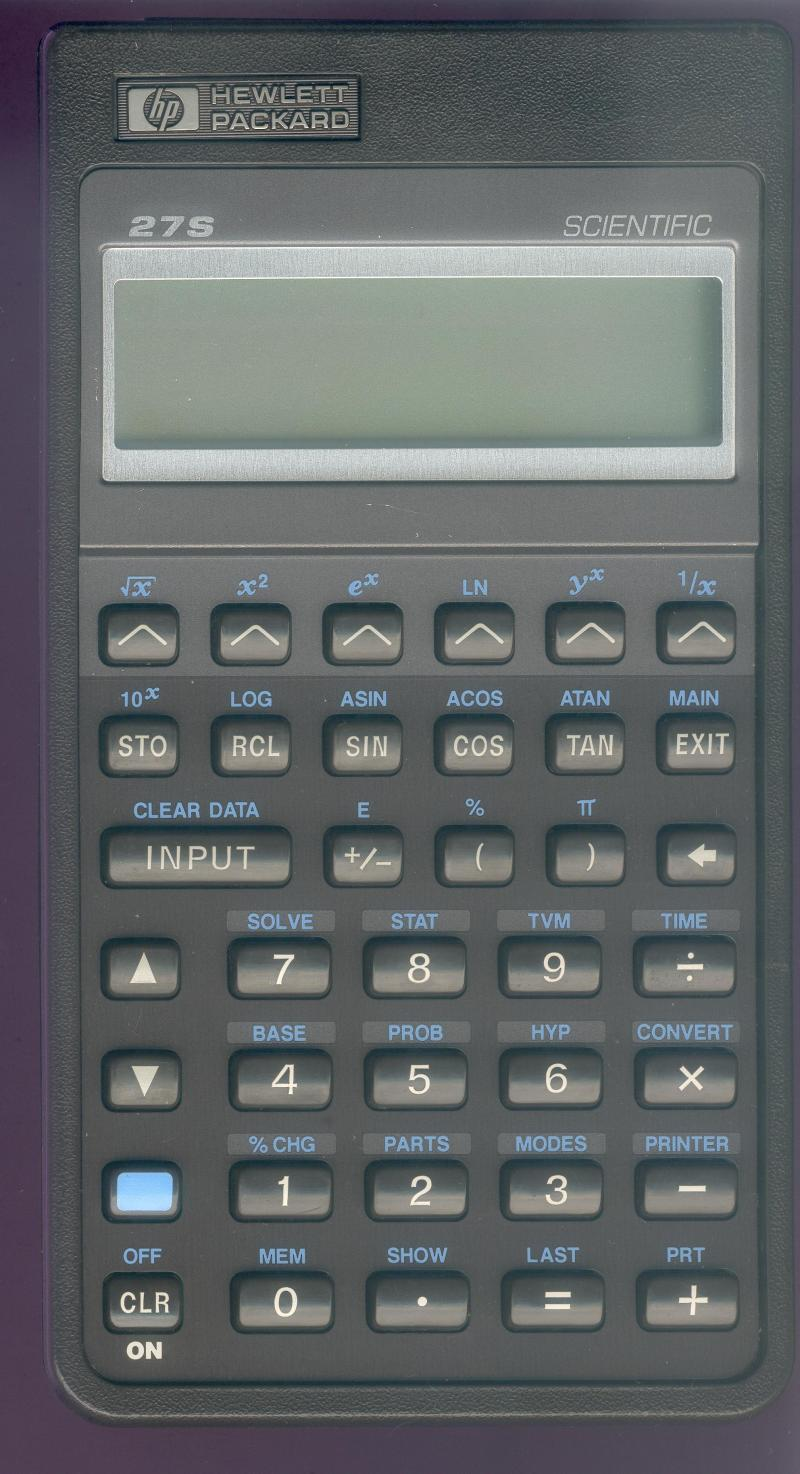
HP 27S

HP-27S – algebraiczny kalkulator do-everything (naukowo-finansowy) firmy Hewlett-Packard. Wyposażony jest w wyświetlacz typu Dot Matrix.
Jest to uzupełniona o funkcje naukowe wersja kalkulatora HP-17B. Potrafi również współpracować z drukarkami termicznymi HP-82240, nie ma funkcji obliczających przepływ gotówki (cash-flow).
Jest modelem dość rzadkim na rynku, cennym dla kolekcjonerów.